# Maestro di San Martino a Mensola
Il Maestro di San Martino a Mensola, o Maestro di Ponte a Mensola  (fl. XIV secolo), è stato un pittore italiano, attivo tra il 1375 e il 1400 circa.

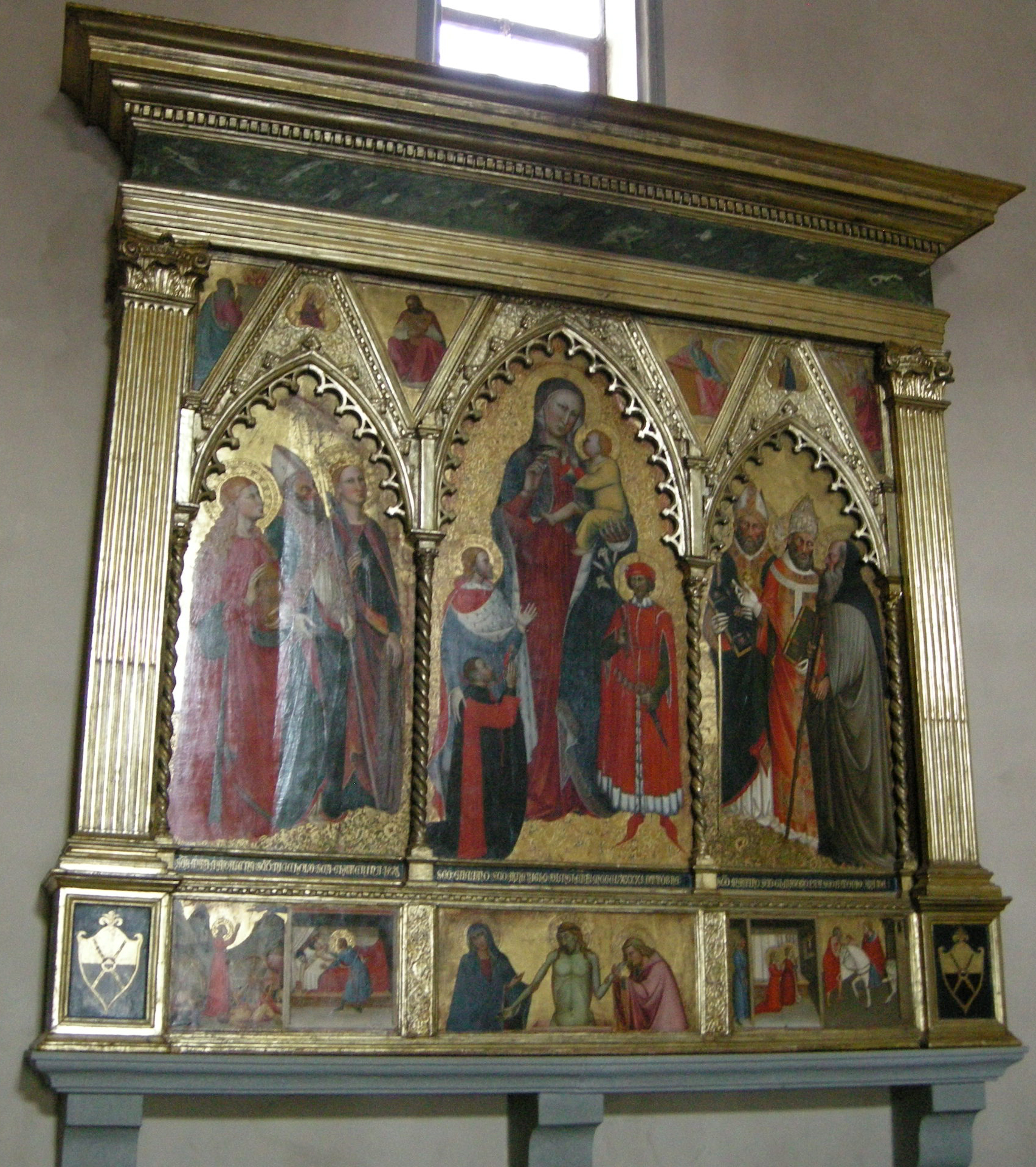
Il polittico di San Martino a Mensola

Fu un pittore legato all'Orcagna, che deve il suo nome alla Madonna col Bambino e santi nella chiesa di San Martino a Mensola, nel comune di Firenze, alle pendici dei colli fiesolani. Luciano Bellosi, in un articolo uscito sulla rivista Paragone Arte nel 1985, provò a identificarlo con Francesco di Michele, autore dell'affresco con la Madonna col Bambino e due donatori nella chiesa di San Bartolomeo in via Cava a Prato e del Tabernacolo dei Logi a Colonnata (Sesto Fiorentino).